# Roberto Ferrari (gymnastique)
Pour les articles homonymes, voir Roberto Ferrari.
Roberto Ferrari est un gymnaste artistique italien né le 8 décembre 1890 à Gênes et mort le 27 septembre 1954 dans la même ville. 

## Biographie
Roberto Ferrari remporte avec l'équipe d'Italie de gymnastique la médaille d'or au concours général par équipes aux Jeux olympiques d'été de 1920 à Anvers.